# فهرست دایجو-دایجین
این نوشتار فهرستی از دایجو-دایجین (صدر اعظم‌های ژاپن قبل از به وجود آمدن مقام نخست وزیر ژاپن) است.

## دوره نارا
- ۷۰۳–۷۰۵ شاهزاده اوساکابه (刑部親王) (?-۷۰۵) - چی-دایجو-کانجی (知太政官事)
- ۷۰۵–۷۱۵ شاهزاده هوزومی (穂積親王) (?-۷۱۵) - چی-دایجو-کانجی (知太政官事)
- ۷۲۰–۷۳۵ شاهزاده تونری (舎人親王) (۶۷۶–۷۳۵) - چی-دایجو-کانجی (知太政官事)
- ۷۳۷–۷۴۵ شاهزاده سوزوکا (鈴鹿王) (?-۷۴۵) - چی-دایجو-کانجی (知太政官事)
- ۷۶۰–۷۶۴ (فوجیوارا نو ناکامارو) (藤原仲麻呂) امی نو اوشیکاتسو (۷۰۶–۷۶۴) - تایشی (太師)
- 765-766 دوکیو (道鏡) (۷۰۰?-۷۷۲)

## دوره هی‌آن
- ۸۵۷–۸۷۲ فوجیوارا نو یوشیفوسا (藤原良房) (۸۰۴–۸۷۲) (چوجین-کو، 忠仁公)[۱]
- ۸۸۰–۸۹۱ فوجیوارا نو موتوتسونه (藤原基経) (۸۳۶–۸۹۱) (شوسن-کو، 昭宣公)
- ۹۳۶–۹۴۹ فوجیوارا نو تاداهیرا (藤原忠平) (۸۸۰–۹۴۹) (تنشین-کو، 貞信公)
- ۹۶۷–۹۷۰ فوجیوارا نو سانه‌یوری (藤原実頼) (۹۰۰–۹۷۰) (سیشین-کو، 清慎公)
- ۹۷۱–۹۷۲ فوجیوارا نو کوره‌تادا (藤原伊尹) (۹۲۴–۹۷۲) (کنتوکو-کو، 謙徳公)
- ۹۷۴–۹۷۷ فوجیوارا نو کانه‌میچی (藤原兼通) (925-977) (Chūgi-kō, 忠義公)[۲]
- ۹۷۸–۹۸۹ فوجیوارا نو یوریتادا (藤原頼忠) (۹۲۴–۹۸۹) (رنگی-کو، 廉義公)
- ۹۹۰ فوجیوارا نو کانه‌ایه (藤原兼家) (۹۲۹–۹۹۰)
- ۹۹۱–۹۹۲ فوجیوارا نو تامه‌میستو (藤原為光) (۹۴۲–۹۹۲) (کوتوکو-کو، 恒徳公)
- ۱۰۱۷–۱۰۱۸ فوجیوارا نو میچیناگا (藤原道長) (۹۶۶–۱۰۲۸)
- ۱۰۲۱–۱۰۲۹ فوجیوارا نو کینسوئه (藤原公季) (۹۵۷–۱۰۲۹) (جینگی-کو، 仁義公)
- ۱۰۶۱–۱۰۶۲ فوجیوارا نو یوریمیچی (藤原頼通) (۹۹۲–۱۰۷۴)
- ۱۰۷۰–۱۰۷۱ فوجیوارا نو نوریمیچی (藤原教通) (۹۹۶–۱۰۷۵)
- ۱۰۸۰–۱۰۸۹ فوجیوارا نو نوبوناگا (藤原信長) (۱۰۲۲–۱۰۹۴)
- ۱۱۱۲–۱۱۱۳ فوجیوارا نو تادازانه (藤原忠実) (۱۰۷۹–۱۱۶۲)
- ۱۱۲۲–۱۱۲۴ میناموتو نو ماسازانه (源雅実) (۱۰۵۹–۱۱۲۷)
- ۱۱۲۹ فوجیوارا نو تادامیچی (藤原忠通) (۱۰۹۷–۱۱۶۴)
- ۱۱۴۹–۱۱۵۰ فوجیوارا نو تادامیچی (藤原忠通) (۱۰۹۷–۱۱۶۴)
- ۱۱۵۰–۱۱۵۷ فوجیوارا نو سانه‌یوکی (藤原実行) (۱۰۸۰–۱۱۶۲) (خاندان سانجو، 三条家)
- ۱۱۵۷–۱۱۶۰ فوجیوارا نو مونه‌سوکه (藤原宗輔) (۱۰۷۷–۱۱۶۲) (دومین پسرِ فوجیوارا نو مونه‌توشی)
- ۱۱۶۰–۱۱۶۵ فوجیوارا نو کوره‌میچی (藤原伊通) (۱۰۹۳–۱۱۶۵) (دومین پسرِ فوجیوارا نو مونه‌میچی)
- ۱۱۶۷ تایرا نو کیوموری (平清盛) (۱۱۱۸–۱۱۸۱)
- ۱۱۶۸–۱۱۷۰ فوجیوارا نو تاداماسا (藤原忠雅) (۱۱۲۴–۱۱۹۳) (خاندان کازان‌این، 花山院家)
- ۱۱۷۰–۱۱۷۱ فوجیوارا نو موتوفوسا (藤原基房) (۱۱۴۵–۱۲۳۱) (خاندان ماتسودونو، 松殿家)
- ۱۱۷۷–۱۱۷۹ فوجیوارا نو موروناگا (藤原師長) (۱۱۳۸–۱۱۹۲) (دومین پسرِ فوجیوارا نو یوریناگا)
- 1189-1190 فوجیوارا نو کانه‌زانه (藤原兼実) (۱۱۴۹–۱۲۰۷) (خاندان کوجو، 九条家)
- ۱۱۹۱–۱۱۹۶ فوجیوارا نو کانه‌فوسا (藤原兼房) (۱۱۵۳–۱۲۱۷)

## دوره کاماکورا
- ۱۱۹۹–۱۲۰۴ فوجیوارا نو یوریزانه (藤原頼実) (۱۱۵۵–۱۲۲۵) (خاندان اویمیکادو، 大炊御門家)
- ۱۲۰۵–۱۲۰۶ فوجیوارا نو یوشیتسونه (藤原良経) (۱۱۶۹–۱۲۰۶) (خاندان کوجو، 九条家)
- ۱۲۱۸–۱۲۲۱ فوجیوارا نو کینفوسا (藤原公房) (۱۱۷۹–۱۲۴۹) (خاندان سانجو، 三条家)
- ۱۲۲۱ کوجو میچی‌ایه (藤原道家) (۱۱۹۳–۱۲۵۲) (خاندان کوجو، 九条家)
- ۱۲۲۱ فوجیوارا نو کینفوسا (藤原公房) (۱۱۷۹–۱۲۴۹) (خاندان سانجو، 三条家)
- ۱۲۲۱ فوجیوارا نو ایه‌زانه (藤原家実) (۱۱۷۹–۱۲۴۳) (خاندان کونوئه، 近衛家)[۳]
- ۱۲۲۲–۱۲۲۳ فوجیوارا نو کینتسونه (藤原公経) (۱۱۷۱–۱۲۴۴) (خاندان سایئونجی، 西園寺家)
- ۱۲۳۸–۱۲۳۹ فوجیوارا نو یوشیهارا (藤原良平) (۱۱۸۴–۱۲۴۰) (خاندان کوجو، 九条家)
- ۱۲۴۱–۱۲۴۲ فوجیوارا نو کانه‌تسونه (藤原兼経) (۱۲۱۰–۱۲۵۹) (خاندان کونوئه، 近衛家)
- ۱۲۴۶–۱۲۴۷ فوجیوارا نو سانه‌اوجی (藤原実氏) (۱۱۹۴–۱۲۶۹) (خاندان سای‌اونجی، 西園寺家)
- ۱۲۴۷–۱۲۴۸ میناموتو نو میچی‌میتسو (源通光) (۱۱۸۷–۱۲۴۸) (خاندان کوگا، 久我家) (سومین پسرِ میناموتو نو میچی‌چیکا)
- ۱۲۵۲–۱۲۵۳ فوجیوارا نو کانه‌هیرا (藤原兼平) (۱۲۲۸–۱۲۹۴) (خاندان تاکاتسوکاسا، 鷹司家) (چهارمین پسرِ فوجیوارا نو ایه‌زانه)
- ۱۲۵۳–۱۲۵۴ فوجیوارا نو سانه‌موتو (藤原実基) (۱۲۰۱–۱۲۷۳) (خاندان توکودایجی، 徳大寺家)
- ۱۲۶۲ فوجیوارا نو کینسوکه (藤原公相) (۱۲۲۳–۱۲۶۷) (خاندان سای‌اونجی، 西園寺家)
- ۱۲۷۵–۱۲۷۶ فوجیوارا نو میچیماسا (藤原通雅) (۱۲۳۳–۱۲۷۶) (خاندان کازان‌این، 花山院家)
- ۱۲۷۷ فوجیوارا نو کانه‌هیرا (藤原兼平) (۱۲۲۸–۱۲۹۴) (خاندان تاکاتسوکاسا، 鷹司家)
- ۱۲۸۵–۱۲۸۷ فوجیوارا نو موتوتادا (藤原基忠) (۱۲۴۷–۱۳۱۳) (خاندان تاکاتسوکاسا، 鷹司家)
- ۱۲۸۹–۱۲۹۰ فوجیوارا نو موتوتومو (源基具) (۱۲۳۰–۱۲۹۷) (خاندان هوریکاوا، 堀川家)
- ۱۲۹۲–۱۲۹۳ فوجیوارا نو سانه‌کانه (藤原実兼) (۱۲۴۹–۱۳۲۲) (خاندان سای‌اونجی، 西園寺家)
- ۱۲۹۹ فوجیوارا نو کینموری (藤原公守) (۱۲۴۹–۱۳۱۷) (خاندان تواین، 洞院家)
- ۱۲۹۹–۱۳۰۰ فوجیوارا نو کانه‌موتو (藤原兼基) (۱۲۶۸–۱۳۳۴) (خاندان نیجو، 二条家)
- ۱۳۰۱–۱۳۰۲ میناموتو نو سادازانه (源定実) (۱۲۴۰–۱۳۰۶) (خاندان تسوچیمیکادو، 土御門家)
- ۱۳۰۲–۱۳۰۴ فوجیوارا نو کینتاکا (藤原公孝) (۱۲۵۳–۱۳۰۵) (خاندان توکودایجی، 徳大寺家)
- ۱۳۰۷–۱۳۰۹ فوجیوارا نو سانئه‌ایه (藤原実家) (۱۲۵۰–۱۳۱۴) (خاندان ایچیجو، 一条家)
- ۱۳۰۹–۱۳۱۱ فوجیوارا نو نوبوتسوگو (藤原信嗣) (۱۲۳۶–۱۳۱۱) (خاندان اومیکادو، 大炊御門家)
- ۱۳۱۱ فوجیوارا نو فویوهیرا (藤原冬平) (۱۲۷۵–۱۳۲۷) (خاندان تاکاتسوکاسا، 鷹司家)
- ۱۳۱۸–۱۳۱۹ فوجیوارا نو سانئه‌شیگه (藤原実重) (۱۲۵۹–۱۳۲۹) (خاندان سانجو، 三条家)
- ۱۳۱۹–۱۳۲۳ میناموتو نو میچیئو (源通雄) (۱۲۵۷–۱۳۲۹) (خاندان کوگا، 久我家)
- ۱۳۲۳–۱۳۲۷ فوجیوارا نو فویوهیرا (藤原冬平) (۱۲۷۵–۱۳۲۷) (خاندان تاکاتسوکاسا، 鷹司家)
- ۱۳۳۲–۱۳۳۳ فوجیوارا نو کانه‌سوئه (藤原兼季) (۱۲۸۱–۱۳۳۹) (خاندان ایمادِگاوا، 今出川家) (چهارمین پسر فوجیوارا سانه‌کانه)

## دوره موراماچی
- ۱۳۴۱–۱۳۴۲  میناموتو نو ناگامیچی (源長通) (۱۲۸۰–۱۳۵۳) (خاندان کوگا، 久我家)
- ۱۳۴۸–۱۳۵۰ فوجیوارا نو کینکاتا (藤原公賢) (۱۲۹۱–۱۳۶۰) (خاندان تواین، 洞院家)
- ۱۳۶۶–۱۳۶۸  میناموتو نو میچیسوکه (源通相) (۱۳۲۶–۱۳۷۱) (خاندان کوگا، 久我家)
- ۱۳۸۱–۱۳۸۷ فوجیوارا نو یوشیموتو (藤原良基) (۱۳۲۰–۱۳۸۸) (خاندان نیجو، 二条家)[۴]
- ۱۳۹۴ فوجیوارا نو سانه‌توکی (藤原実時) (۱۳۳۸–۱۴۰۴) (خاندان توکودایجی، 徳大寺家)
- ۱۳۹۵ آشیکاگا یوشی‌میتسو (源義満) (۱۳۵۸–۱۴۰۸) (خاندان آشیکاگا، 足利義満)
- ۱۳۹۵–۱۳۹۶  میناموتو نو تومومیچی (源具通) (۱۳۴۲–۱۳۹۷) (خاندان کوگا، 久我家)
- ۱۴۰۲–۱۴۰۷ فوجیوارا نو سانه‌فویو (藤原実冬) (۱۳۵۴–۱۴۱۱) (خاندان سانجو، 三条家)
- ۱۴۲۰ فوجیوارا نو کینتوشی (藤原公俊) (۱۳۷۱–۱۴۲۸) (خاندان توکودایجی، 徳大寺家)
- ۱۴۳۲–۱۴۳۳ فوجیوارا نو موچیموتو (藤原持基) (۱۳۹۰–۱۴۴۵) (خاندان نیجو، 二条家)
- ۱۴۴۶–۱۴۵۰ فوجیوارا نو کانه‌یوشی (藤原兼良) (۱۴۰۲–۱۴۸۰) (خاندان ایچیجو، 一条家)
- ۱۴۵۲–۱۴۵۳ فوجیوارا نو کیومیچی (源清通) (۱۳۹۳–۱۴۵۳) (خاندان کوگا، 久我家)
- ۱۴۵۵–۱۴۵۷ فوجیوارا نو کیننا (藤原公名) (۱۴۱۰–۱۴۶۸) (خاندان سایئونجی، 西園寺家)
- ۱۴۵۸–۱۴۶۰ فوجیوارا نو موچیمیچی (藤原持通) (۱۴۱۶–۱۴۹۳) (خاندان نیجو، 二条家)
- ۱۴۶۲–۱۴۶۳ فوجیوارا نو فوساتسوگو (藤原房嗣) (۱۴۰۲–۱۴۸۸) (خاندان کونوئه، 近衛家)
- ۱۴۸۱–۱۴۸۲  میناموتو نو میچیهیرو (源通博) (۱۴۲۶–۱۴۸۲) (خاندان کوگا، 久我家)
- ۱۴۸۵ فوجیوارا نو ماساهیرا (藤原政平) (۱۴۴۵–۱۵۱۷) (خاندان تاکاتسوکاسا، 鷹司家)
- ۱۴۸۸–۱۴۹۰ فوجیوارا نو ماساایه (藤原政家) (۱۴۴۴–۱۵۰۵) (خاندان کونوئه، 近衛家)
- ۱۴۹۳–۱۴۹۷ فوجیوارا نو فویویوشی (藤原冬良) (۱۴۶۴–۱۵۱۴) (خاندان ایچیجو، 一条家)
- ۱۵۱۰–۱۵۱۱ فوجیوارا نو سانه‌آتسو (藤原実淳) (۱۴۴۵–۱۵۳۳) (خاندان توکودایجی، 徳大寺家)
- ۱۵۱۴–۱۵۱۷ فوجیوارا نو هیسامیچی (藤原尚通) (۱۴۷۲–۱۵۴۴) (خاندان کونوئه، 近衛家)
- ۱۵۱۸–۱۵۲۱ فوجیوارا نو ماساناگا (藤原政長) (۱۴۵۱–۱۵۲۵) (خاندان کازان‌این، 花山院家)
- ۱۵۳۵–۱۵۳۶ فوجیوارا نو سانه‌کا (藤原実香) (۱۴۶۹–۱۵۵۸) (خاندان سانجو، 三条家)
- 1538-1542 فوجیوارا نو Taneie (藤原稙家) (۱۵۰۳–۱۵۶۶) (خاندان کونوئه، 近衛家)

## دوره آزوچی-مومویاما
- ۱۵۸۲ کونوئه ساکی‌هیسا (藤原前久) (۱۵۳۶–۱۶۱۲) (خاندان کونوئه، 近衛家)
- ۱۵۸۷–۱۵۹۸ تویوتومی هیده‌یوشی (藤原秀吉) (۱۵۳۷–۱۵۹۸) (خاندان تویوتومی، 豊臣秀吉)

## دوره ادو
- ۱۶۱۶ توکوگاوا ایه‌یاسو (徳家康) (۱۵۴۳–۱۶۱۶) (خاندان توکوگاوا، 徳川家康)
- ۱۷۰۹–۱۷۱۰ کونوئه موتوهیرو (藤原基熙) (۱۶۴۸–۱۷۲۲) (خاندان کونوئه، 近衛家)
- ۱۷۱۱ فوجیوارا نو ایه‌هیرو (藤原家熙) (۱۶۶۷–۱۷۳۶) (خاندان کونوئه، 近衛家)
- ۱۷۳۳–۱۷۳۴ فوجیوارا نو ایه‌هیسا (藤原家久) (۱۶۸۷–۱۷۳۷) (خاندان کونوئه، 近衛家)
- ۱۷۴۶–۱۷۵۱ فوجیوارا نو کانه‌کا (藤原兼香) (۱۶۹۳–۱۷۵۱) (خاندان ایچیجو، 一条家)
- ۱۷۶۸–۱۷۷۰ فوجیوارا نو اوچیساکی (藤原内前) (۱۷۲۸–۱۷۸۵) (خاندان کونوئه، 近衛家)
- ۱۷۷۱–۱۷۷۸ فوجیوارا نو اوچیساکی (藤原内前) (۱۷۲۸–۱۷۸۵) (خاندان کونوئه، 近衛家)
- ۱۷۸۱ فوجیوارا نو نائوزانه (藤原尚実) (۱۷۱۷–۱۷۸۷) (خاندان کوجو، 九条家)
- ۱۸۴۲–۱۸۴۸ فوجیوارا نو ماسامیچی (藤原政通) (۱۷۸۹–۱۸۶۸) (خاندان تاکاتسوکاسا، 鷹司家)

## دوره میجی
- ۱۸۷۱–۱۸۸۵ سانجو سانه‌تومی (三条実美) (۱۸۳۷–۱۸۹۱)

## کتابشناسی
- Brown, Delmer M. and Ichirō Ishida, eds. (1979). [[[Jien]], c. 1220], Gukanshō (The Future and the Past, a translation and study of the Gukanshō, an interpretative history of Japan written in 1219). Berkeley: University of California Press. شابک ‎۰−۵۲۰−۰۳۴۶۰−۰
- Titsingh, Isaac, ed. (1834). [Siyun-sai Rin-siyo/Hayashi Gahō, 1652], Nipon o daï itsi ran; ou, Annales des empereurs du Japon.  Paris: Oriental Translation Fund of Great Britain and Ireland. OCLC  84067437